# Psitakozaury
Psitakozaury (Psittacosauridae) – rodzina dinozaurów z grupy ceratopsów (Ceratopsia)
Były to niewielkie (do 2 m długości), roślinożerne dinozaury. Żyły w Azji w okresie kredy.

## Rodzaje
- psitakozaur
- hongszanozaur
- ? jinlong